# Aek Tangga (Garoga)
Aek Tangga is een bestuurslaag in het regentschap Tapanuli Utara van de provincie Noord-Sumatra, Indonesië. Aek Tangga telt 1427 inwoners (volkstelling 2010).